# Alphonse Louis Pierre Pyrame de Candolle
Alphonse Louis Pierre Pyrame de Candolle (París, 27 d'octubre de 1806 – Ginebra, 4 d'abril de 1893), va ser un botànic franco-suís. Era fill d'A. P. de Candolle.
Succeí el seu pare a la càtedra de botànica de la Universitat de Ginebra. Publicà moltes obres incloent-hi una continuació del Prodromus en col·laboració amb el seu fill, Anne Casimir Pyrame de Candolle. Va crear el primer codi de nomenclatura botànica adoptat internacionalment el 1867 i que és el prototipus de l'actual codi de nomenclatura ICBN. Va ser escollit membre de la Reial Acadèmia Sueca de Ciències, va obtenir la medalla Linneana de la Linnean Society of London el 1889.
Estudià quina religió tenien els membres de les academies francesa i britànica i va trobar que en elles els protestants estaven més representats que no pas els catòlics. Demostrant que els protestants tenien més inclinacó per la ciència.
La seva signatura com a botànic és: A.DC.

## Obra
- Candolle, Alphonse de. Lois de la nomenclature botanique adoptées par le Congrès international de botanique tenu à Paris en août 1867... Genève et Bale: H. Georg; Paris: J.-B. Baillière et fils, 1867. 64 p.